# Methallenestril
Methallenestril (INN) (tên thương hiệu Cur-men, Ercostrol, Geklimon, Novestrine, Vallestril), còn được gọi là methallenoestril (BAN) và như methallenestrol, cũng như axit Horeau,  là một tổng hợp estrogen không steroid và một dẫn xuất của axit allenolic và allenestrol (cụ thể là một methyl ether của nó) trước đây được sử dụng để điều trị các vấn đề kinh nguyệt nhưng bây giờ không còn được bán trên thị trường. Nó là một dạng tương tự của axit bonomehydrodoisynolic, và mặc dù methallenestril có khả năng estrogen ở chuột, nhưng ở người chỉ yếu so với vậy. Vallestril là một thương hiệu của methallenestril do GD Searle & Company phát hành vào những năm 1950. Methallenestril được dùng bằng đường uống. Theo đường uống, liều 25   mg methallenestril tương đương với 1 mg diethylstilbestrol, 4   mg dienestrol, 20 mg hexestrol, 25 mg estrone, 2,5   estrogen liên hợp mg và 0,05 mg ethinylestradiol.